# Sphecogryllus armatus
Sphecogryllus armatus är en insektsart som beskrevs av Lucien Chopard 1933. Sphecogryllus armatus ingår i släktet Sphecogryllus och familjen syrsor. Inga underarter finns listade i Catalogue of Life.